# オニコディクティオン
オニコディクティオン (Onychodictyon) は、約5億年前のカンブリア紀に生息していた葉足動物の一属。体は棘のある甲皮と柔らかい突起に覆われる、中国の澄江動物群で見つかった2種が正式に命名される。

## 名称
学名「Onychodictyon」はギリシャ語の「onyx」（爪）と「dictyon」（網）の合成語である。中国語は「爪網蟲」と呼ぶ。

## 形態

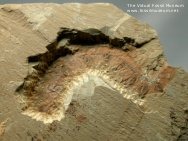
オニコディクティオンの化石標本

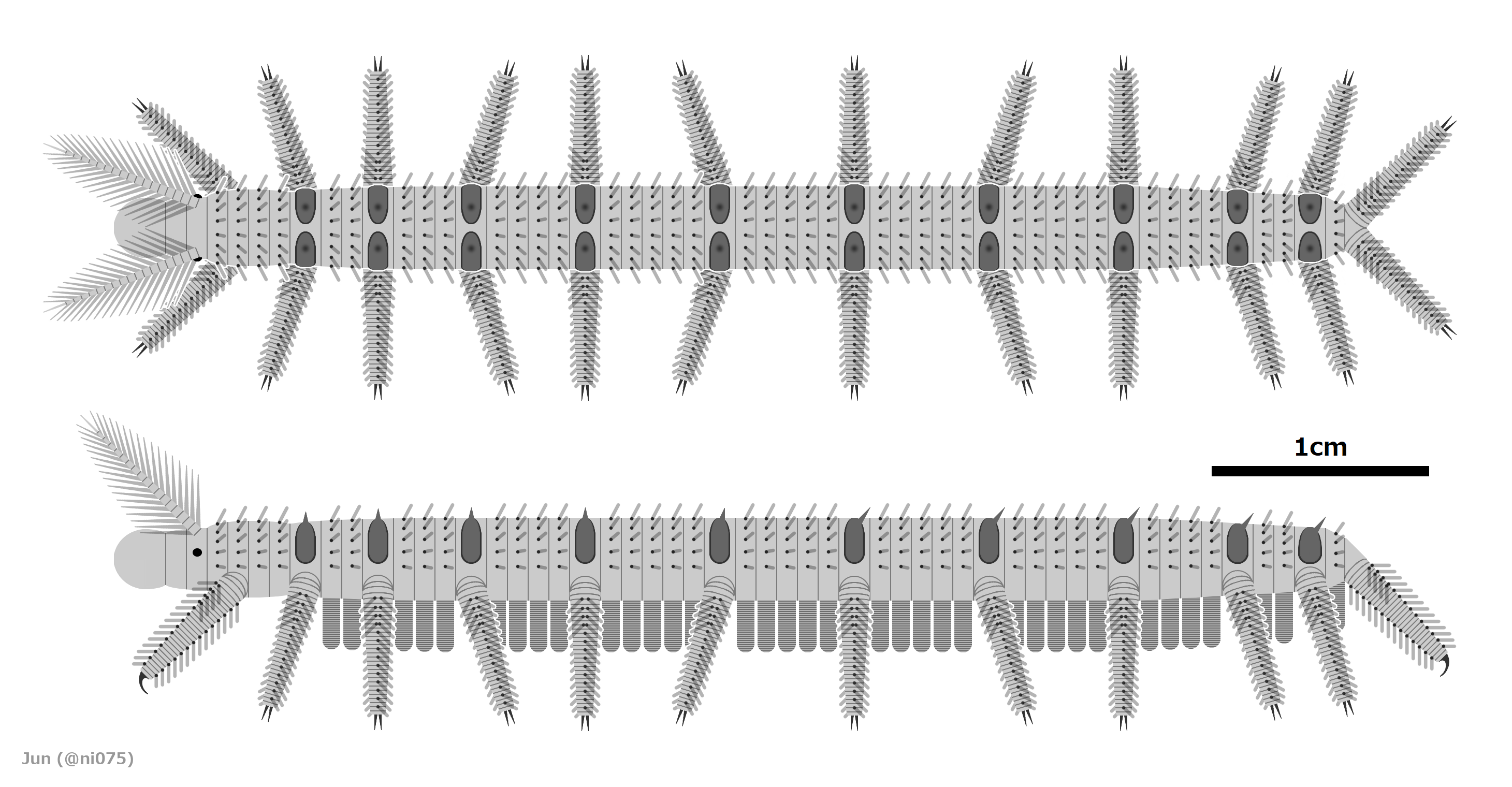
Onychodictyon ferox の全身復元図
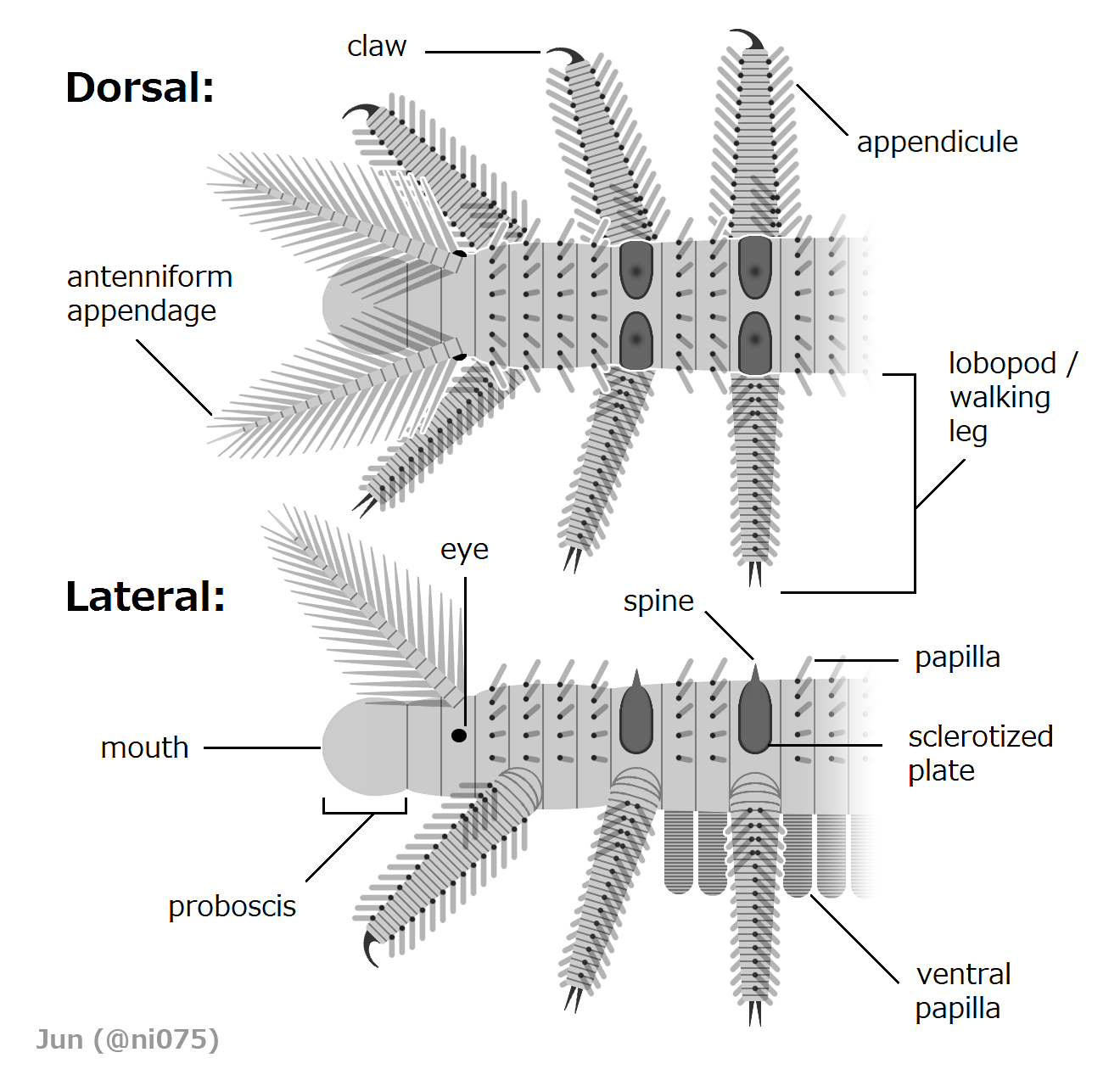
同種の頭部と胴部前端の構造

体長5-7 cmで、棘のある甲皮と、数多くの柔らかい突起が特徴的な葉足動物である。
頭部の先頭は丸みを帯びた吻（proboscis）が突出し、口がその正面に開いている。O. ferox の場合、吻の直後は左右に1対の単眼と、両背側に1対の羽毛状の触角をもつことが分かる。
胴部は丈夫な円柱状で、甲皮と葉足（後述）以外の部分の表皮は環形の筋（annulation）に分かれている、環形の筋の間は数多くの柔らかい乳頭突起（papillae）が生えており、腹面の乳頭突起が特に発達している。胴部の両背側には10対の甲皮、両腹側には12対の脚（葉足）をもち、甲皮は2-11番目の葉足の位置に対応する。甲皮は番目によって形がやや異なる（1番目はより縦長く、10番目はより丸い）が、いずれも縁が特化し、表面は網目状で、背側近くに1本の棘がある。このような甲皮は、エオコンカリウム類（ミクロディクティオンなど）の葉足動物によく似ている。葉足は長い円錐状で胴部より細かい環形の筋に分かれ、縁には数多くの突起物（appendicules）、先端には1対の頑丈な鉤爪をもつ。
胴部の後端は種によって12番目の葉足に占められる（O. ferox）、もしくは丸みを帯びた短い尾をもつ（O. gracilis）。
内部構造は消化管が知られる。全体的に単調だが、頭部直後の段はやや膨大で、これは特化した咽頭と考えられる。
Hou 1995 では頭部の先頭に有爪動物に似た1対の顎、Ou et al. 2012 では吻と触角の間に1枚のアーチ状の甲皮をもつとされたが、いずれも後に誤解釈として否定されるようになった。

## 生態
オニコディクティオンの葉足の爪は海底の物に掴んで登り、甲皮の棘は防御に用いられたと考えられる。数多くの乳頭突起は、呼吸器の役割を果たしたと推測される。

## 分類
多くの葉足動物に似て、汎節足動物におけるオニコディクティオンの系統的位置ははっきりしない。いくつかの系統解析では、本属は非単系統群で、そのうち O. ferox は緩歩動物の初期系統（ステムグループ）に、O. gracilis は有爪動物の初期系統に近いとされる。一方で、本属の単系統性を支持しつつ、孤立した別系統とする解析結果もある。
オニコディクティオン（オニコディクティオン属 Onychodictyon）は O. ferox と O. gracilis という2種が正式に命名される。O. gracilis は体長・頭部・尾部の相違点を基に O. ferox から区別されたが、同種の性的二形を表した可能性もあるとされる。
触角を保存された化石標本は Ou et al. 2012 で最初に記載され、O. ferox と同定された。Liu & Dunlop 2013 はこの見解を否定し、これらの標本を O. gracilis と再同定した。しかしこれらの標本の後端は O. gracilis のような尾部はなく、むしろ O. ferox と同様に葉足に占められている。それ以降の研究も、Ou et al. 2012 の方の同定を認めている。
Onychodictyon ferox Hou, Ramsköld, andBergström, 1991 (=Onychomicrodictyon spiniferum Demidenko, 2006)
本属の模式種（タイプ種）。胴部の後端に尾はなく、基部が融合した1対の葉足に占められる。頭部に羽毛状の触角をもつ。体長5-7 cm。全身は中国雲南省の Maotianshan Shale（澄江動物群、カンブリア紀第三期、約5億1,800万年前）のみから発見されるが、シベリアの Inikan Formation（カンブリア紀第四期）で見つかり、Demidenko 2006 にオニコミクロディクティオン（Onychomicrodictyon spiniferum）と記載された単離した甲皮は全身化石標本の甲皮に一致した形態をもつため、同種だと考えられる。
種小名「ferox」はラテン語で「野蛮」を意味し、本種の凶暴な形をした爪と甲皮に因んで名づけられた。
Onychodictyon gracilis Liu et al. 2008
O. ferox に比べて比較的小型で、胴部の後端は丸みを帯びた短い尾がある。頭部に触角は見当たらない。体長最大5 cm。中国雲南省の Maotianshan Shale のみから発見される。
種小名「gracilis」は、O. ferox に比べて華奢（gracile, delicate: 華奢・繊細・弱々しい）な外見に因んでいる。